# Hypanartia zabulina
Hypanartia zabulina är en fjärilsart som beskrevs av Jean Baptiste Godart 1819. Hypanartia zabulina ingår i släktet Hypanartia och familjen praktfjärilar. Inga underarter finns listade i Catalogue of Life.